# John Baby
John George Baby Jr. (Kanada, (Sudbury) Ontario, most Greater Sudbury, 1957. május 18. –) profi jégkorongozó.

## Karrier
A junior karrierjét az 1974–1975-ös OMJHL szezonban kezdte a Kitchener Rangers csapatában majd átigazolt a Sudbury Wolvesba. Az 1977-es NHL-amatőr drafton a negyedik kör 59. helyén választotta ki a Cleveland Barons. Szintén kiválasztotta őt a New England Whalers csapata az 1977-es WHA-amatőr drafton a harmadik kör 23. helyén. Profi pályafutását a CHL-ben a Phoenix Roadrunners kezdte majd átkerült az American Hockey League-es Binghamton Dustersbe és még ebben a szezonban felkerült az National Hockey League-be a Cleveland Baronsba. Az 1978–1979-es szezont az Oklahoma City Starsban (CHL) kezdte de a szezon végén felhívta őt a Minnesota North Stars. A következő két idényt az AHL-ben játszotta (Syracuse Firebirds, Binghamton Whalers). 1981-ben a svájci másodosztályba ment játszani két évre végül 1984-ben az IHL-es Kalamazoo Wingsből vonult vissza sérülések miatt.

## Díjai
- OMJHL Második All-Star Csapat: 1977
- OMJHL All-Star Gála: 1977